# Gesonia holochrysa
Gesonia holochrysa là một loài bướm đêm trong họ Noctuidae.